# FK Tauras Šiauliai
Maillots
Le Futbolo klubas Tauras Šiauliai, plus couramment abrégé en Tauras Šiauliai, est un club lituanien de football fondé en 1971 et basé dans la ville de Šiauliai.

## Historique
Crée en 1971, il porte le nom de Tauras, une entreprise de production de télévisions à Šiauliai. L'équipe entraînée par Česlovas Urbonavičius de 1973 à 1984 est sacrée champion de la RSS d'Estonie en 1974 et termine deuxième du championnat en 1980.
Après la dislocation de l'URSS et l'indépendance du pays en 1991, le club joue deux saisons dans l'élite lituanienne (1991 et 1991-1992) et atteint en 1991 la finale de la Coupe de Lituanie, où il se voit priver du trophée par le FK Žalgiris Vilnius en prolongation (1-0).
À la suite de la faillite de l'entreprise Tauras, le club disparaît en 1994.
Un club au nom similaire, le SK Tauras Šiauliai, est créé en 2009.

## Palmarès
| Compétitions nationales |
| --- |
| - Championnat de RSS de Lituanie (1) : - Champion : 1974. - Vice-champion : 1980. - Coupe de Lituanie : - Finaliste : 1991. |